# Thurø By
Thurø By är en tätort i Svendborgs kommun i Region Syddanmark i Danmark. Tätorten har 3 369 invånare (2024). Den ligger på ön Thurø, cirka 4 kilometer sydost om Svendborg.